# Gare de Meymac
La gare de Meymac est une gare ferroviaire française des lignes Ligne du Palais à Eygurande - Merlines et de Tulle à Meymac, située sur le territoire de la commune de Meymac, dans le département de la Corrèze en région Nouvelle-Aquitaine.

## Situation ferroviaire
Établie à 703 m d'altitude, la gare de Meymac est située au point kilométrique (PK) 483,307 de la ligne du Palais à Eygurande - Merlines, entre les gares ouvertes de Jassonneix et Ussel. Elle est séparée d'Ussel par la gare fermée d'Alleyrat - Chaveroche au PK 489,718.
La gare est aussi le terminus de la ligne de Tulle à Meymac, au PK 651,351.

## Histoire
Le 19 avril 1944, plusieurs dizaines de juifs furent arrêtés en Haute Corrèze, au cours du « printemps sanglant », et furent embarqués en gare de Meymac, « dans deux wagons de 3e classe, après que le chef de gare eut obtenu avec peine qu'ils ne voyagent pas dans un wagon de marchandises ». En mai 1944, ces déportés furent conduits de Drancy aux camps de la mort par les convois 72 et 73. Une plaque commémorative en gare rappelle cette rafle.

## Fréquentation
Selon les estimations de la SNCF, la fréquentation annuelle de la gare figure dans le tableau ci-dessous.
| Année               | 2015   | 2016   | 2017   | 2018   | 2019   | 2020   | 2021   | 2022   | 2023   |
| ------------------- | ------ | ------ | ------ | ------ | ------ | ------ | ------ | ------ | ------ |
| Nombre de voyageurs | 21 825 | 18 281 | 18 350 | 17 328 | 21 029 | 15 341 | 18 401 | 26 518 | 30 977 |

## Service des voyageurs

### Accueil

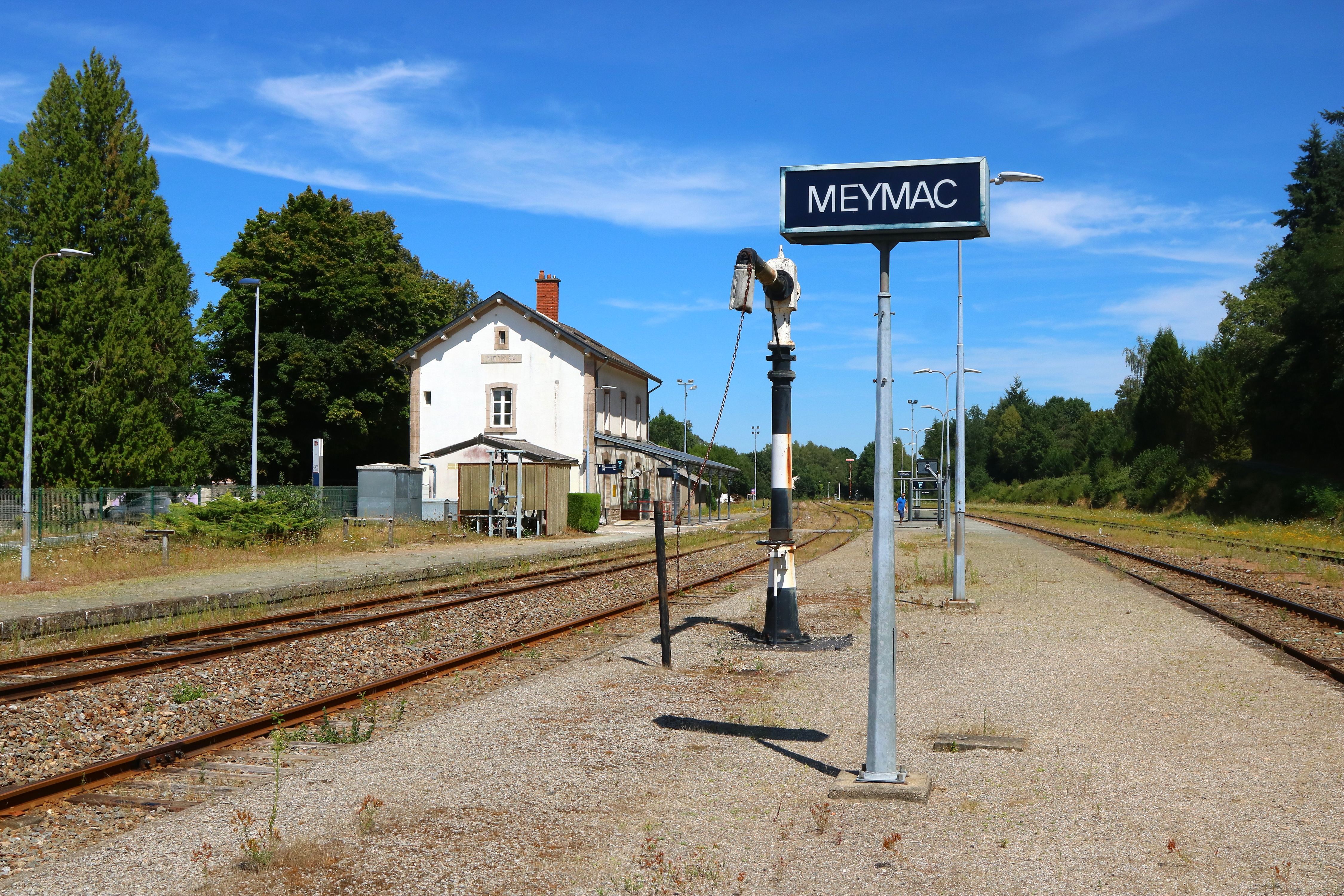
Vue générale des voies et quais en direction d'Ussel.

C'est une gare SNCF qui dispose d'un bâtiment voyageurs, avec salle d'attente et guichet, ouvert tous les jours. Elle est équipée d'un auvent et abris de quai.
La gare bénéficie du service "Accès TER" pour des personnes en situation de handicap.

### Desserte
La gare de Meymac est desservie par des trains du réseau TER Nouvelle-Aquitaine, qui circulent sur la ligne L26 entre les gares de Limoges-Bénédictins et Ussel, et la ligne no 11 entre les gares de Tulle et Ussel.
La gare de Meymac est desservie par des trains du réseau TER Nouvelle-Aquitaine, qui circulent 
également sur la ligne L27 entre les gares de Brive-la-Gaillarde et Ussel et L32 entre les gares de Bordeaux-Saint-Jean et Ussel.
Elle est également desservie par des trains Intercités, reliant Bordeaux-Saint-Jean à Ussel. Ces trains sont devenus des TER en janvier 2018.
Jusqu'au 5 juillet 2014, quelques TER et des Intercités continuaient jusqu'à Clermont-Ferrand.

### Intermodalité
Un parc pour les vélos et un parking pour les véhicules y sont aménagés.